# Ăsta da Crăciun!
Ăsta da Crăciun! (titlu original: Moonlight and Mistletoe) este un film de Crăciun american din 2008 regizat de Karen Arthur. Este scris de Tracy Rosen și Duane Poole. Rolurile principale au fost interpretate de actorii Candace Cameron Bure și Tom Arnold. A avut premiera la 29 noiembrie 2008 pe Hallmark Channel.

## Distribuție
- Candace Cameron Bure - Holly Crosby
- Tom Arnold - Nick Crosby
- Christopher Wiehl - Peter Lowdell
- Barbara Niven - Ginny
- Matt Walton - Ben Richards
- Richard Waterhouse - Mr. Jennings
- Heather Remick -  Della Wallace
- Lillian Pritchard - Teenage Holly
- Ari Larson - Teenage Peter
- Kaily Smith - Brenda
- Norris Cashman - Train Conductor
- Scott Whitney - Train Engineer

## Vezi și
- Listă de filme de Crăciun de televiziune sau direct-pe-video
- 2008 în film
- 2008 în televiziune